# مركب نحاس عضوي

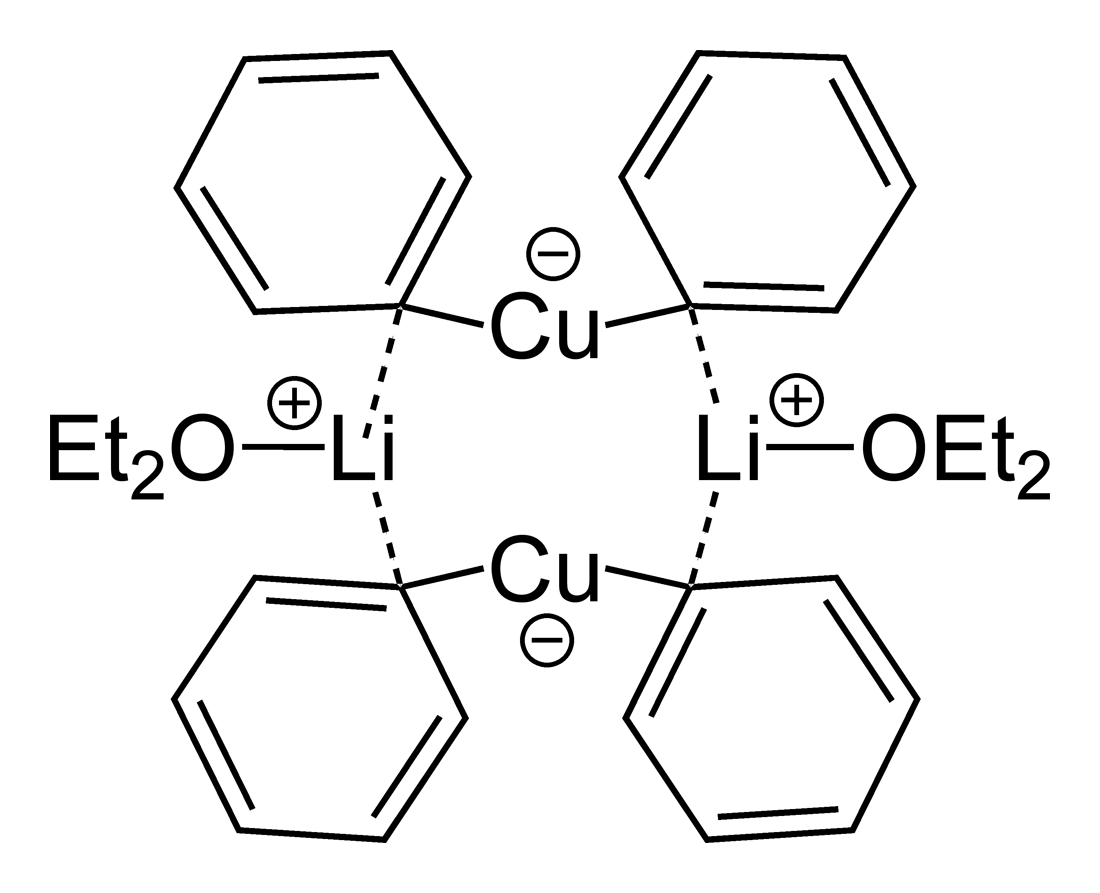
بنية مركب نحاس عضوي، وهو ثنائي وحدات من إيثيرات ثنائي فينيل نحاسات الليثيوم

مركبات النحاس العضوية هي صنف من المركبات العضوية الفلزية الحاوية على رابطة كيميائية بين عنصري النحاس والكربون Cu-C؛ ويدعى الفرع من الكيمياء المهتم بدراسة تلك المركبات باسم كيمياء النحاس العضوية.
يعد مركب أسيتيليد النحاس الأحادي أول مركب عضوي للنحاس اكتشافاً، حين تمكن رودولف كريستيان بوتغر من تحضيره سنة 1859 من تمرير غاز الأسيتيلين في محلول من كلوريد النحاس الأحادي:
{\displaystyle {\ce {C2H2 + 2 CuCl -> Cu2C2 + 2 HCl}}}

## التحضير
تُصطَنع من مفاعلة مركّبات النحاس الأحادي إمّا مع كاشف غرينيار أو الألكاينات الطرفية أو مركّبات الليثيوم العضوية؛ وفقاً للتفاعل الأخير المذكور يمكن الحصول على كاشف جلمان.

## التفاعلات
يمكن لمركّبات النحاس العضوية أن تخضع إلى تفاعل استبدال مع هاليدات الألكيل لتشكّل نواتج تفاعل ازدواج، وتلك خطوةٌ مهمّةٌ في مجال الاصطناع العضوي. رغم ارتفاع الحساسية للصدمة، ولكن يُستعَان بمركّب أسيتيليد النحاس الأحادي في تفاعلات كيمياء النحاس العضوية، مثل ازدواج كاديوت-خودكيفيتش؛ وازدواج سونوغاشيرا. تساهم مركّبات النحاس العضوية أيضاً في إنجاز تفاعلات إضافة مترافقة محبّة للنوى إلى مركّبات كربونيل ألفا وبيتّا غير المُشبَعة (إينونات)؛ وفي إنجاز تفاعلات إضافة الكربون الفلزّية للنحاس إلى الألكاينات. يستطيع النحاس الأحادي أن يشكّل العديدَ من المعقّدات الضعيفة مع الألكينات وأحادي أكسيد الكربون، خاصّةً عند وجود الرُّبَيطات الأمينية.